# 天保異聞 妖奇士
《天保異聞 妖奇士》為BONES及每日放送所製作的日本電視動畫作品，以及由此改編而成的日本漫畫。

## 故事
此時為天保14年。為培里提督的黑船來到的10年前。有一種被認為從異界過來有著骨肉的怪獸「妖夷」（ようい）正存在於這個世上。為了對付這種怪物，於是一個被叫作「蠻社改所」（ばんしゃあらためしょ）的組織的成員們，皆被冠上了「奇士」（あやし）的稱號來消滅這群怪物。

## 登場人物

### 蠻社改所

#### 奇士
龍導往壓（配音：藤原啟治（日本）／進藤尚美（少年時代）（日本）；康殿宏（台灣））
本作的主角，39歲。幼名為爽也。在小時候進入了和現世有所差別的「異界」之時，得到了能從森羅萬象的各個漢字之中取得字裡所隱藏起來的真正意義作為自己力量、被叫作「漢神」（あやがみ）的能力。
町裡的人都叫他「阿往」。左手刺有作為浮民證明的刺青（事實上是他的名字「往」字的封印）。原來有著旗本的家境，但從異界回來後因為作什麼都不滿足，於是想再次回到異界，結果因為其恐懼失去了一切而過著與流浪漢一樣的生活，但卻因為漢神的能力而加入了蠻社改所。過去曾殺害自己的好友雲七，因為罪惡感而用漢神製造他出來，為了不要讓自己想起和發現這段過去痛苦的記憶而將它封印起來。
根據第五集，能知道他曾在15年前當浪人時做過保鑣，也做過打架、賭博、對女人（篠）出手等事情。
對阿托如似乎有著感情，在結尾前往異界向阿托如告白並把她從異界帶回來。
小笠原放三郎（配音：川島得愛（日本）；何志威（台灣））
為「蠻社改所」的負責人，四處徵召能夠擊退妖夷的「奇士」。
以二十歲的年輕之姿擔任蠻社改所的領袖。在內田彌太郎門下學習算學並且是一名優秀的蘭學者，對於甲骨文造詣也相當深。有著冷靜沈著正確判斷力。由於身為和鳥居親近的旗本・小笠原 貢的養子而免於蠻社之獄的災難，自己的主張都會遭到鳥居的指示而被封殺並且還被迫殺掉自己的好友加納政之進，而過著相當憂鬱的生活。但是他不單單只是一個耿直的人，在寫字方面雖然拿手不過卻不擅長畫畫，也有著不喜歡劍術而是擅於空手格鬥的一面。
被認為以史實人物－幕末的浦賀代官小笠原甫三郎為原型。
江戶元閥（配音：三木真一郎（日本）；劉傑（台灣））
擅長操作火器，事實上是「蠻社改所」裡頭的祭司。
據說其家族從德川家時就守護著江戶，為前島聖天的神主。27歲。不知為何平常都多以女裝的模樣示人。使用著從蘭學者們身上所收押的大砲並且以得意的射擊實力來戰鬥。在奇士之中是最喜歡吃妖夷的肉的人。有著喜歡酒和女人的奔放性格，在吉原遊廓中是個無法被忽視的人。愛稱為「江戶元」（えどげん）。看起來似乎很精明，不過卻有過被妖夷所迷惑而喝下泥巴作的酒並且與出場機會有點少的阿比一起喝得酩酊大醉的一面。
而他的表面工作就是在下町中扮演販賣寒天的商人。在這裡他也活用了自己的射擊實力，能夠從路上將裝寒天的的容器當作槍一樣將寒天射到二樓裡正在等待的客人手上，而且能完整地落在盤子上。
自己基於對於被受困於前島聖天而被祭祀的神的好奇心而與西之者有所連絡。
宰藏（配音：新野美知（日本）；林美秀（台灣））
在歌舞伎劇場所生的14歲少女。為了能夠繼承家族的歌舞伎事業，於是父親將她當作男孩子一樣來培養。也因為這個理由所以行為舉止都像是男孩一樣。
和妖夷戰鬥時，以歌舞伎道具的扇子為主要攻擊武器。另外穿著舞蹈用的巫女服時，能夠跳出吸引妖夷的「獻給神的舞蹈」（天鈿女命之舞）來引誘它們出來，不過也會讓自己受到妖夷注意。
年幼時被父親當作掌上明珠般的疼愛，但對於宰藏漸漸成長成成熟女性的身體，原本把她看作是「作為舞台上的紅牌，只有在夢中才會出現的年輕人」而疼愛她的父親卻逐漸地疏遠她。不久劇場的週圍發生火災時，宰藏在看到有火勢迫近後，立即奔向劇場要告知父親，但卻看自己的父親與同一戲團的年輕演員親密的行為而愕然。結果宰藏不但忘了報告火災的事情反而還因此從劇場逃跑，讓父親最後太晚逃出而死於火災。由於這件讓她成為奇士並且造成了之後宰藏自己的心理創傷，在第八和第十集所出現的妖夷「無慈儺」（むじな）正是她心理的陰霾所產生出來。所以她為自己的名字「宰藏」的「宰」這個字帶有罪惡（為其罪惡而贖罪）的意思而感到痛苦。不過其字真正的意思是「輔佐國王」。
在吉原裡，似乎成為奇士之中人氣最高的樣子。隨著集數的推進，她的表情會有著搞笑的扭曲化並且也能看見她有擔任搞笑角色的一面。
阿比（配音：小山力也（日本）；陳旭昇（台灣））
奇士之中唯一以空手戰鬥的男性。24歲。為「山民」出身的巨漢。使用著以古代巨獸的骨頭削成的槍作為武器來戰鬥。另外也擅於料理，能夠將妖夷的肉製作成火鍋、烤肉、肉乾等料理。以前曾將妖夷當作神一樣地崇拜，但卻因為被妖夷所同化的姐姐的緣故而被山民們趕走。在知道真相後，因為無法回到山民的身分而成為了奇士。
順便一提，阿比的名字在阿伊努人的語言中，有火山的意思。平時他會活用山民的知識來除去貓身上的跳蚤。

#### 奇士以外的人
阿托如（配音：折笠富美子（日本）； 鄭仁君（台灣））
為曾在墨西哥建立文明的阿茲特克的後代，是墨西哥籍並且有著褐色皮膚的少女。13歲。由於自己移居的德州因為德州戰爭的發生造成一族全滅。因為曾被居留在墨西哥的支倉常長使節團的後裔所救並且從他們口中聽到，而對日本懷抱著是自己所渴望的國土的希望並與雪輪一起渡海到那邊，但在日本也受到和以前的家鄉同樣的歧視待遇。於是每天努力地自學使節團後裔所講的日語並且在旅行時遇見了一座戲團而在裡面工作。在這時將自己的褐色皮膚塗白並且使用著不是本名的名字「亞馬」（おうま）。
之後與龍導往壓等奇士們初次見面，當初對雲七以「泰茲卡特里波卡」來稱呼他並且也因此討厭和他往來的好友往壓。但在奇士們順利解決因為雪輪而引起的事件後，而和他們和解並且受到江戶元閥的推薦而寄居於吉原之中。然後嬉野花魁說她是「預先照顧的人」等，而不讓他接客。後來對於指示「就住在這裡」的往壓的存在相當在意。只對雪倫、往壓、狂齋敞開心扉。
另外她的名字被認為來自羽蛇神「奎茲爾科亞特爾」。
雪輪
和阿托如在一起的巨馬。「雪輪」的名自來自於額頭上有一道白色的輪狀樣。阿托如也叫牠「奎茲爾」。以前於德州在阿托如的族人被殺之時從畫上飛出，是異國之神奎茲爾科亞特爾的平常模樣。本體是一隻長出翅膀的巨大之蛇的姿態，全身能化為高速旋轉的光亮圓盤並且能運用這份高速來飛行和攻擊。在被鳥居耀藏捕捉時，因為沾上了被殺的遊兵的血而開始回復原型並且抓狂了起來，但在和雲七融合之後而沈靜下來，而再次回到巨馬雪輪的模樣並且與雲七的意識共同存在著。
順便一提，在回到雪輪姿態後，全身能夠化成光色的圓盤，每次有事時能夠載著往壓和阿托如飛行。然後雪輪也能夠以天馬的姿態飛行著。
雲七（配音：上田祐司（日本）； 曹冀魯（台灣））
本名為七次。和龍導往壓是好朋友兼賭友。「雲七」稱號的由來，是他和往壓往來的時候，說出「你是『龍』的話，那我就是『雲』了」這種像是好友之間的對話而得來的。經常拿著骰子把玩，是個會突然出現卻又神秘消失的神出鬼沒的人物。實際上，他是以除了往壓和阿托如外別人都看不見的幽靈之姿存在著，阿托如以「泰茲卡特里波卡」和「闇之惡魔」來稱呼他。他的本體，是往壓在15年前殺害七次以後，對於自己的罪行感到自責，不知不覺使用了漢神的力量創造出「雲」字，把「自己的記憶中的七次」和「罪惡的記憶」封印起來並且把七次的遺骸給具體化，製造了一個和七次本人完全不同的雲七出來。
河鍋狂齋（配音：高山南（日本）／星野充昭（40年後）（日本）； 林美秀（台灣））
史實人物。為狩野派畫師，也以畫妖怪畫而有名。在天保14年時是個14歲的少年並且還使用著幼名甲斐 周三郎，不過那時本人已經在使用「狂齋」這個名號，周圍的人也都這樣叫他。由於生於為藩主土井利位工作的古河藩藩士的家中，所以劍術也有不錯的實力。在成為畫師並且每天鍛鍊技巧時，在吉原以觀查這個凡世為由而長期滯留下來
初登場是在動畫十三集的開頭，40年後的他正和徒弟約西亞・康德（名建築師）談話。在他以前和師父前往日光時目擊到龍（駁）並且從玉兵的話中得知奇士的存在而對他們產生興趣，因為強烈的好奇心而深入於他們的工作。從他的言行舉止能看出有相當的反骨精神和觀察力，另外也留有和其年齡相符的幼稚性格而遭到過往壓的斥責。答應阿托如要告訴他這個世界的快樂。

### 南町奉行所
鳥居耀藏（配音：若本規夫（日本）；陳旭昇（台灣））
史實人物。首席老中水野忠邦的心腹、天保改革的推行者。作為南町奉行，因為開始了「蠻社之獄」而引起了各行各樣的陰謀事件。很忌諱鳥居耀藏甲斐守的「耀」和「甲斐」被當作「妖怪」和綽號。雖然排除洋學者，但自己對於海外情勢等事情卻相當精通。是往壓的叔叔。本作中常常有什麼心事的樣子，以往壓成為奇士作條件來予許蠻社改所的設立。另外有多數遊兵（妖夷的士兵）臣服於他。
在第六集審判雪輪時，拿了自己在本作中的政敵遠山景元（遠山金四郎）的審問方式（肩膀露出櫻吹雪刺青的姿勢）來挪娛他。
擔任聲優的若本，也在和本作一樣以天保年間為舞台和會川昇為編劇的《大江戶火箭》演出鳥居一角。順便一提，會川當初設定「蠻社改所」為鳥居手下的組織、但為了避免和《大江戶火箭》重複而變更設定。
花井虎一（配音：西村朋紘（日本）；劉傑（台灣））
史實人物。蘭學者，由於他陷害了同樣是尚齒會的伙伴而開始了蠻社之獄。之後以鳥居的部下而暗中活躍著。本作中有著比起其他人都更為小心翼翼的描寫。
本莊辰輔（配音：佐佐木誠二（日本）；曹冀魯（台灣））
史實人物。又有名字叫作本庄 茂平次。原來是長崎的役人，由於在長崎會所對高島秋帆進讒言的情報流傳到鳥居那邊，而被他錄用為手下。因為個人討厭那種對於異國和異界等非日本本國的地方有所憧憬的人，所以把奇士們視為眼中釘。另外之後被劍豪・井上 傳兵衛為了報仇而要暗殺他，於護持院的庭園遭到殺害。這個過程在歌舞伎和小說的題材中都相當有名。
松江蘇手（配音：津田匠子；鄭仁君（台灣））
史實人物。屬於本庄的親戚那一邊的女性，受到鳥居的命令和本庄一起調查教光院事件。在本作中作為鳥居的部下，和花井及本庄一起行動。似乎和妮娜伊一樣都與妖夷發生過關係並且在那時生下眾多遊兵。因此也能夠看見雲七和異界。在印旛沼打算穿上遊兵化成的盔甲成為神明時，遭到西之者所射殺。

### 西之者
朱松命（配音：內田直哉（日本）；曹冀魯（台灣））
西之者的首領，是個左臉頰有十字傷口的男人。和往壓一樣能夠操控漢神。
巖見（配音：野島裕史（日本）；何志威（台灣））
西之者中的咒術師。從內部操控著在印旛沼的祇影，不過因為受到駁的攻擊而被打倒。
丹生夜（配音：高橋研二（日本）；劉傑（台灣））
西之者中的舞者。和宰藏一樣都是以巫女身分來跳舞，能夠用舞蹈讓妖夷的攻擊更強。在前島聖天被宰藏所打倒。
光月（配音：大原崇（日本）；陳旭昇（台灣））
西之者中的射擊手。在前島聖天被奇士們和鳥居耀藏所打倒。

### 其他
跡部良弼（配音：土師孝也（日本）；曹冀魯（台灣））
史實人物。水野忠邦的弟弟。在作品中為勘定奉行。是蠻社改所的直屬上司，和鳥居為對立的立場。
阿部正弘（配音：濱田賢二（日本）；劉傑（台灣））
史實人物。之後身為幕府裡的首席老中處理「黑船來航」的事件。在本作是個以二十五歲之姿就當上寺社奉行的傑出人物，和跡部一起設立了蠻社改所。
土井利位（配音：佐藤正治（日本）；劉傑（台灣））
史實人物。下總國古河藩（現在茨城縣古河市）的藩主兼幕府的老中。在擔任大坂城代時鎮壓了大鹽平八郎之亂。因為和水野忠邦有所對立，所以成為了反水野派的首領。對於蘭學的了解相當透徹，也是日本第一位以顯微鏡觀查雪結晶的人。很照顧小笠原放三郎。
水野忠邦
作為首席老中而推行了天保改革。一開始很重用鳥居耀藏，之後受到他的背叛而失勢。後來在一度回復權力時，反過來根據遠山景元的讒言而讓耀藏失勢。本作中好幾次能看到他的身影，但連其面貌和台詞連一次都沒出現過。
內田彌太郎（配音：有本欽隆（日本）；曹冀魯（台灣））
史實人物。又有名字叫作內田 五觀，號宇宙堂。為伊賀者同心出身。向高野長英學習蘭學，是名精通計算、天文、地理、航海、測量的蘭學者。之後出仕於明治政府，擔任將曆法改曆為陽曆的負擇人。據說也曾藏匿過逃獄的高野長英。本作是小笠原放三郎、花井虎一、加納政之進的蘭學老師。
多惠（配音：久川綾（日本）；鄭仁君（台灣））
央太的母親。很擔心央太的奇怪行為。抱持著和往壓共組家庭的願望沒有實現後，和央太一起前往下總地區生活。
央太（配音：西村千奈美（日本）；林美秀（台灣））
多惠之子，被異界所魅惑的少年。自己所住的村子因為作物嚴重歉收，於是被父親作為獻給山神的祭品。但是實際上，父親在上次歉收時殺掉自己的女兒（央太的姐姐）並且吃掉她的肉以來，因為忘不了那個味道所以也打算吃了央太。在央太逃出後與母親一起成為浮民流浪到了江戶。
篠（配音：井上喜久子（日本）；林美秀（台灣））
是往壓過去的好友雲七的戀人。因為對於往壓殺掉雲七的事情感到憤怒而一直在追逐他。和多惠一樣都有一個孩子。
玉兵（配音：（日本）；劉傑（台灣﹞）
補快老大。在知道往壓是浮民以來，就一直想要抓他，但反而都被他逃跑。對於每個奇士的出身都知道得相當詳細（雖然這麼講，但在本作中並沒有講得很詳細）。有著令人討厭的性格，除了在白天時就把町人作為索賄的對象外，還以調查為理由在吉原中白吃白喝。
村澤新三郎（配音：小野坂昌也（日本）；劉傑（台灣））
是名在宰藏以前所待的歌舞伎劇場的美型演員。和宰藏的父親在舞台上是有著親密關係的好伙伴，在火災時雖然得救，但本來美麗的容貌卻因此得到了嚴重的燒傷。
五郎太（配音：陶山章央（日本）；何志威（台灣））
宰藏的老朋友，是個擅於訓練使用機關扇子的人的人物。因為當商人的緣故而與全國各地的交流相當深切，另外也以很有男子氣概而出名。
遠山景元
史實人物。以「遠山的金四郎」而聞名的江戶町奉行。在本作中為鳥居的政敵，只有名字被提到。現在從町奉行晉升為大目付（但由於權力被大幅縮小，實際上等同於降級）。
加納政之進（配音：三宅健太（日本）；劉傑（台灣））
小笠原放三郎的朋友，兩人一起向內田彌太郎學習蘭學。之後成為砲術家高島秋帆的弟子，因為憧憬到海外去，而被本庄辰輔所利用，讓他作出莫須有的罪名讓高島入獄。因此相當仇恨本庄並且要向他報仇。最後和放三郎決鬥而戰死。
嬉野花魁（配音：篠原惠美（日本）；林美秀（台灣））
將阿托如隱匿在吉原的太夫。由於擔任花魁這個職業，所以相當了解如何應付男人，膽子也很大。
市野賢了（配音：寺杣昌紀（日本）；曹冀魯（台灣））
管轄吉原的火付盗賊改方。由於發生有未知的蝴蝶妖夷殺害遊女的事情，而對它展開調查並且注意到自己所愛的清花遭到妖夷所附身。為了拯救清花而要殺掉阿托如，結果刀卻砍向了要保護阿托如的清花。但是自己也被「愛」這個字給妖夷化。之後往壓以武士刀打倒他，從這次不能對公家所說的妖夷行動的事情來看，被認為他就是殺害遊女的兇手（其實是自願扛下罪責）。
清花（配音：千葉紗子（日本）；林美秀（台灣））
郊區的遊女。為了保護阿托如而被市野所殺並且與寄身在自己身上的蝶之妖夷一起同化。在飛向吉原的時候，受到陽光的照射而被消滅。
妮奈（配音：東山麻美（日本）；鄭仁君（台灣））
阿比的姐姐，也因為她的原因讓阿比被山民趕走。阿比認為她是受妖夷所影響而被強行帶走，事實上是因為她討厭山民們而親自嫁給了妖夷。現在住在異界中。
益荒男（配音：浪川大輔（日本）；劉傑（台灣））
住在蓬萊村能夠製造活動人偶的村民。與曾是山民的阿比為老朋友並且也有生活在同一塊土地的關係。宰藏的機關扇子也是他本人的傑作。偶然目擊到妮娜伊的出現並且告訴奇士們她的所在。
本來為《機巧奇傳》的登場人物（主角的父親）。本作中以青年之姿在這部作品的世界中登場。
成川美信（配音：田中正彥（日本）；曹冀魯（台灣））
山崎屋的老闆。相當傾倒於平田國學。後來被於偶所殺。
米吉（配音：千葉一伸（日本）；何志威（台灣））
山崎屋的保鑣。使用著像是迴力鏢的武器。由於村裡欠收而逃往山中時，與山民們相遇。然後被突然出現的於偶殺掉除了自己以外的人，之後在流浪之時撿到妮娜伊產下的妖夷淚孥而逃入了山崎屋。後來和成川一起實行暗殺鳥居的計畫失敗後，在與同伴一起逃亡時被本庄的手下所射殺。
阿德（配音：松岡洋子（日本）；林美秀（台灣））
龍導往壓的母親。由於年老而患有些微的失智症，在長大的往壓回來時，一眼就看穿是自己的孩子。不過卻不以幼名爽也，而是用往壓大人來稱呼他。
養子龍導往壓（配音：藤原啟治（二役）（日本）；曹冀魯（台灣））
在往壓從家裡逃出以後，為了能夠有人繼承家督而由母親的親戚那邊迎來他作為養子。性格懦弱，把名字和脇差都讓給土方歲三後而消失掉。之後經由和往壓本人的對話而覺悟並且決定回到龍導家。
土方歲三（配音：野澤雅子（日本）；鄭仁君（台灣））
史實人物。後來成為了新選組的副長，本作中是個憧憬成為武士的少年。和養子的龍導往壓偶然相遇並且受讓了他的名字和脇差。在脇差妖夷化時，窺見了自己在箱館戰爭的最後姿態，於是在產生了勇敢的決心之下前往江戶。順便一提，他在本作中是在松坂屋的前身「伊藤吳服店」工作。
川村修就（配音：梁田清之（日本））
史實人物。為新潟奉行。御庭番眾出身。
明樂（配音：川原慶久（日本））
川村的部下。在新潟查緝走私時，因為殺生石的力量而與狼的屍體融合在一起，成為妖夷・西牙。之後，襲擊和妻子有著同樣火藥味道的女人們。
岡田圖書（配音：江原正士（日本）；曹冀魯（台灣））
某藩的勘定方。因為財政困難的理由，在鎖國禁止與外國貿易之時，不得已出售朝鮮所產的竹而被迫切腹。在他的晚期，讓阿托如感覺到要改變這個人世間不公平的事情。此人被認為是以因為竹島事件而切腹－石見濱田藩士的岡田賴母和松井圖書為原型。
太作（配音：三戶耕三（日本）；何志威（台灣））
在印旛沼工作的青年。為了能夠不要再做嚴苛的工程而假裝看到妖夷並且散發不好的傳言和製造事故出來，但父親卻成為妖夷‧蝦墓。於是他向奇士們請求幫助，但是化為妖夷的父親早已死亡，於是他在父親的屍體前而絕望。然後自己化為蝦墓妖夷襲擊奇士們，結果被鳥居所殺。
高野長英（配音：大塚明夫（日本）；曹冀魯（台灣））
史實人物。因為蠻社之獄事件而入獄的蘭學者。在本作中是OVA版的關鍵人物。能夠操控附有翻譯者怨念的聖經所化身成的妖夷。在讓妖夷「赤貓」引起火災後逃獄。另外，他的逃獄一事也是史實。
逃獄之後，唆使宰藏和他一起逃亡，企圖利用宰藏的力量來前往異界。

## 用語
奇士
隸屬於蠻社改所，集合一群能夠打倒因為各地的怪異事件而潛藏諸國的妖夷的奇人異士。奇士們只要吃過一次妖夷的肉，其味覺就對於任何的食物無法產生滿足，所以為了要能再次吃到肉就必須不停打倒妖夷來取得。
前島聖天
設置蠻社改所本部的場所。由江戶元閥擔任神主，這裡也是奇士們開會、吃妖夷的肉、煙燻加工肉的地方。位於江戶城底下，而出口藏於江戶的各個地方。在這裡所沉眠的神的真面目是吸取從關東以北的平民的血的蜈蚣妖夷。
漢神
往壓的特殊能力。能夠從人和物的名稱或從那個意義中所包含的漢字，取出它的由來並且加以具體化（例：「父」字裡→有斧的漢字、「往」字裡→有鉞的意思）。　
妖夷
從異界和人類的欲望一起出現的怪物。有著不像是幽靈的血肉之軀。在被打倒後，會被奇士們加以食用。妖夷的肉只要吃過一次，就會對於其它食物無法滿足。也有著山子和奎茲爾科亞特爾在實體化後被當作特定的「神」來崇拜，另外山民、海民、機民等古代民族也把它們當成神來崇拜。而它們的真面目就是「神」降臨到這個人世並且回到異界後所拋棄掉的盔甲化成的。
浮民
為史實上所沒有的設定，指的是貧困到沒有家的人和流浪漢。必須到指定的寄居所居住才行，從那邊逃出的人會被叫作「失蹤浮民」。另外被抓到兩次的話要刺青，三次的話會遭到斬首。
然後在本作的舞台－天保改革的時代時，也存在著類似浮民的「流民」。從被收容的事情來看的話，浮民不單單只是個虛構的設定，也認為沒有與史實的流民有同樣存在的問題。
異界
往壓、阿托如、狂齋能看見，但不屬於現世的世界。「異界」是由往壓命明的，正式的名稱不明。是個以紅色為基調的世界，經常有花開著，以及魚在悠游著的一個不可思議的空間。基本上是為對於現世絕望而強烈憧憬異方世界的人而開，並且會讓人有想進去的傾向。有國學者認為異界是屬於日本神話的篇的「幽世」。
殺生石的碎片
本來為在那須由九尾妖狐所變化成的石頭。在本作中是散佈於日光街道上，能夠讓妖夷更為活躍的石頭。
西之者
謎之假面集團。目的不明，能夠使用札和漢神的能力並且以他們所擁有的神族血液來控制妖夷。他們的真面目是天皇家的另一個血脈「後南朝」的末裔。
草薙之劍
三神器之一，目前位於熱田神宮之中。本作中，在南北朝期混亂之時，由後南朝的人所拿走。另外這把劍設定成只能傷害龍，對於人類則是無法有任何損害。

## 妖夷
山子
有著像是大象的身材，並且戴著面具的妖夷。原來是陸奧的農村所信仰的山神的實體化。由於牠的肉體與央太的父親結合在一起，所以他的漢神則為「父」。
列甲
因為沒有戰爭，而被人棄置的盔甲所變成的妖夷。因為一個退隱武士的傳家盔甲遭到變賣，於是在他引起騷動下被叫喚出來。
倛倛
戲團的日本人偶在和遊兵合體後而成為妖夷。由於名字有著「偽造」的意思，所以無法用漢神將他的字實體化。
遊兵
被南町奉行所利用的像是河童的妖夷。由蘇手在洗澡時所產下來。登場時都會因為某些原因而瘋狂起來，引起多數的損害。
奎茲爾科亞特爾
參考阿托如的愛馬雪輪。
豐川狐（聲優：勝生真沙子）
在劇場町出現的妖夷。因為是狐狸，所以擅長變身。會化成女性的樣子，並且以帶領女性戲團豊川一座來活動的身分，出現在宰藏之前。根據雲七的說法，他是稻荷神的化身。由於也有著無數的狐狸存在著，所以是無法完全打倒她。在劇場町襲擊奇士們，使得左前腳被砍。被砍的左前角，就被奇士們當作美味食物給吃掉。
狐
豐川狐的手下。平常時以可愛的幼狐姿態出現，在情緒昇到最高時會露出無數的尖牙而回到原貌。本性也和豐川狐一様。
無慈儺
有著各式各樣面具的妖夷。原來是宰藏所持有的面具所化為的妖夷。會吃掉人們想要與別的東西結合在一起的願望。在與宰藏結合一起後，一邊跳舞一邊前往劇場町。在往壓的說服下，宰藏才與它分離開並且讓它成為多數面具集合在一起的巨大物，最後被宰藏的漢神所打倒。
轆轤首
在日光街道中由龍導和放三郎最初所打倒的妖夷。在小泉八雲的小說中也有登場。原來是寺院的住職，在頭離開身體飛行的時候，必須把自己的身體藏起來，否則就無法回到原貌。依據這項規則的往壓們，就成功地用這招打倒他。
「無顏」怪
以兩層的臉來嚇人，和野箆坊（參考小泉八雲的《怪談》）同樣的妖夷。他的臉是從頭部垂直到腰部以下。在日光街道中企圖吃掉加納，結果被往壓和小笠原所打倒。
鰻魚怪
住在河川上的巨大鰻魚。會化身成人並且告訴釣客，如果有釣到五尺（約151cm）的鰻魚就要將它放回河裡，藉以引誘釣客去釣而把他們拖到河裡給吃掉。能夠化身為無數條的鰻魚。
茶釜
在空中飛行的茶釜妖夷。在西之者讓貘出現的同時，大量的產生出來。
貘
西之者們將日光東照宮裡讓德川家康靈魂沉眠的寶塔上的「莫」字加上了狢，而成為了「貘」，並且使用殺生石的力量讓它出現。
花變
因為清花隔壁的所放置的遺體－一個喜歡蝴蝶的遊女的感情所產生出來的妖夷。會寄生於遊女身上，然後像蛹一樣在內部一面溶化寄主的骨肉，一面逐漸成長，最後破開背後的皮膚而羽化成蝴蝶。被寄生的遊女身上會有著蝴蝶的刺青，並散發出誘人的氣味。在市野不小心砍向清花背部的時候，清花自己不但變成妖夷，市野也跟著一起妖夷化。
於偶
帶走阿比的姐姐－妮奈並且和特攝《超人力霸王》中登場的怪物甲米拉相似的妖夷。在山崎屋和妮奈一起現身。
淚孥
妮奈和於偶所生，像是變形蟲的妖夷。由於妖夷不能一直住在異界，而在現世中所生下的妖夷。背後長有肉瘤，山崎屋和所雇用的浪人會取來食用。由於味道與其他妖夷一樣美味而讓這些浪人願意為了這些肉而賣命，在身體遭受傷害時，出現了於偶並把他們全部殺光。
金士
龍導家的脇差所變成的妖夷。有著和「往」類似的鉞形狀並且身體呈現黑色，眼睛則為紅色。頭部和電影《卡美拉2 雷吉翁襲來》中登場的怪獸雷吉翁相似。有著能將其它武器加以妖夷化的能力。巨大化以後，頭部會和獨角仙，身體會和蜈蚣一樣。
西牙（聲優：川原慶久）
從國外所得到的狗的屍體，並且加上西之者使用的殺生石之力，而讓它與明樂融合在一起，有著和日本電視動畫《血戰》裡的翼手一樣的蝙蝠狀翅膀，並且還有像是異形的臉孔。根據本作中對於它的能力的說明，被認為和吸血鬼類似。
赫水
一個由於女兒的怨恨，而讓酗酒又家暴的父親的酒瓶所變成的妖夷。有著很可愛的模樣，在吸取酒和水以後會巨大化。由於回應了女兒對於父親「希望不要看到喝酒後的父親生氣」的期盼，而到處破壞酒庫。放三郎從酒一直連想到→酒醉→大虎…，而最後想到了「水虎」（すいこ）這個名稱。
蝦蟇
由於西之者的人給的符咒而讓印藩沼的人所變成的妖夷。和蝦蟆類似。
祇影
因為阿托如對於印藩沼事件感到絕望，而由她的絕望之中所叫喚出來的妖夷、魟形的妖夷。元閥說，它是和國外的利維坦一樣的海龍。
人魚
漫畫版中登場。和平常所知道的人魚性質有所差異。只要與男人結合，人魚就會與把孩子放入那個人的體內，而讓他得到不死和治癒的能力，但是之後會遭到人魚之子會從腹部加以咬破出來的命運。

## 主題曲
片頭曲
- 1.（說一～說十二）

歌：生物股長（Epic Records）
作詞、作曲：水野良樹／編曲：WESTFIELD
- 2.「LONE STAR」（說十三～幕間）

歌：（Yeah!Yeah!Yeah!Records）
作詞、作曲：永友聖也&久保田光太郎／編曲：&久保田光太郎
片尾曲
- 1.「Winding Road」（說一～說十二）

作詞、作曲：岡野昭仁／編曲：ak.homma.&色情塗鴉
歌：色情塗鴉（SME Records）
- 2.（說十三～幕間）

歌：紗希（Palm Beach Inc.）
作詞、作曲：紗希／編曲：紗希&Ikoman

## 製作人員
- 原作：會川昇、BONES
- 導演 - 錦織博
- 副導演 - 宮尾佳和
- 腳本 - 會川昇
- 角色設定：川元利浩
- 客串角色設定：川上暢彥（說一～說十八、說二十一）、龜井治（說十一）、逢坂浩司（說十六、說十八）、山本尚志（說十九、說二十）
- 概念設計：草彅琢仁
- 道具設定：山本尚志（說一～說十二、說十九、說二十）、福地仁（說十一、說十二、說十五～說十八、說二十）、金田尚美（說十七、說十八）
- 異界設計：山形厚史
- 漢神設計・畫面效果設計：
- 戰鬥設計：橫山彰利（說一～說十二）
- 美術設計：成田偉、金平和茂
- 美術指導：佐藤豪志
- 色彩設計：岩澤子
- 攝影導演：大神洋一
- 音樂：大谷幸
- 音響監督：三間雅文
- 協力：認定NPO法人文字文化研究所、國立歷史民俗博物館、Warp Station江戶
- 製作人：南雅彥、丸山博雄、大山良
- 動畫製作：BONES
- 製作：每日放送、ANIPLEX、BONES

## 各話列表
| 話數     | 日文標題 | 中文標題         | 分鏡            | 演出       | 作畫監督                          |
| -------- | -------- | ---------------- | --------------- | ---------- | --------------------------------- |
| 說一     |          | 妖夷到來         | 錦織博 宮尾佳和 | 錦織博     | 逢坂浩司                          |
| 說二     |          | 山神墮落         | 錦織博          | 佐藤育郎   | 堀川耕一                          |
| 說三     |          | 華江戶暗流       | 宮地昌幸        | 宮地昌幸   | 松田剛吏 谷口淳一郎               |
| 說四     |          | 活人偶           | 宮尾佳和        | 宮尾佳和   | 菅野宏紀 龜井治                   |
| 說五     |          | 殺手的故事       | 坂田純一        | 安齋剛文   | 谷口守泰 龜井治 菅野宏紀 松田剛吏 |
| 說六     |          | 龍氣奔騰         | 湖山禎崇        | 清水明     | 桝井一平                          |
| 說七     |          | 騰龍入雲         | 福田道生        | 宮原秀二   | 逢坂浩司 織田廣之 山本尚志        |
| 說八     |          | 狐把戲           | 宮尾佳和        | 金子伸吾   | 工藤裕加 小平佳洋 長谷部敦志      |
| 說九     |          | 面和怨           | 坂田純一        | 恒松圭     | 山森淳準                          |
| 說十     |          | 彌生花香女神樂   | 石平信司        | 池富博史   | 野口寬明 堀川耕一                 |
| 說十一   |          | 日光怪道         | 福田道生        | 來留須讓二 | 龜井治 谷口守泰 小田真弓          |
| 說十二   |          | 駁龍吼月         | 橫山彰利        | 橫山彰利   | 菅野宏紀 橫山彰利                 |
| 說十三   |          | 地獄極樂風聞書   | 錦織博          | 錦織博     | 山本尚志 織田広之                 |
| 說十四   |          | 蝴蝶舞           | 宮尾佳和        | 土屋日     | 桝井一平                          |
| 說十五   |          | 羅生門河岸之女   | 福田道生        | 宮尾佳和   | 堀川耕一 田中誠輝                 |
| 說十六   |          | 機關之民         | 錦織博          | 中川聰     | 金一培                            |
| 說十七   |          | 幽世             | 宮尾佳和        | 鳥羽聰     | 山本善哉 石井                     |
| 說十八   |          | 漂泊者的樂園     | 須永司          | 佐藤育郎   | 龜井治 菅野宏紀                   |
| 說十九   |          | 三個往壓         | 福田道生        | 千葉大輔   | 織田廣之 山本尚志 谷口守泰        |
| 說二十   |          | 不忍池搖籃曲     | 錦織博          | 柳瀨雄之   | 堀川耕一 田中誠輝                 |
| 說二十一 |          | 終結於星夜       | 宮尾佳和        | 伊藤秀樹   | 伊藤秀樹                          |
| 說二十二 |          | 回不來的酒鬼     | 福田道生        | 土屋日     | 桝井一平                          |
| 說二十三 |          | 印旛沼古堀筋工程 | 宮地昌幸        | 白石道太   | 坂本千代子 山本善哉               |
| 說二十四 |          | 後南朝幻想       | 宮尾佳和        | 宮尾佳和   | 菅野宏紀 龜井治                   |
| 幕間     |          | 人者為奇士       | 福田道生        | 佐藤育郎   | 逢坂浩司 恩田尚之 山本尚志        |

## OVA
《天保異聞 妖奇士 奇士神曲》（てんぽういぶん あやかしあやし あやししんきょく）的標題是以電視動畫版的半年後為舞台。被認為是以著名詩人但丁的神曲作為原型。從DVD第6卷以下收錄。全5話。
| 話數 | 日文標題 | 中文標題 | 分鏡     | 演出     | 作畫監督 | 收錄卷數 |
| ---- | -------- | -------- | -------- | -------- | -------- | -------- |
| 獄一 |          | 嘆息之河 | 宮尾昌幸 | 佐藤育郎 | 堀川耕一 | 第6卷    |
| 獄二 |          | 死亡之市 | 宮尾佳和 | 恒松圭   | 山本善哉 | 第7卷    |
| 獄三 |          | 煉獄山   | 福田道生 | 福田道生 | 菅野宏紀 | 第7卷    |
| 獄四 |          | 地上樂園 | 宮尾佳和 | 佐藤育郎 | 龜井治   | 第8卷    |
| 獄五 |          | 神話     | 錦織博   | 錦織博   | 川元利浩 | 第8卷    |

## 漫畫
由史克威爾艾尼克斯所發行的漫畫雜誌《YOUNG GANGAN》從2006年19號到2007年15號期間連載。作畫由蜷川ヤエコ負責。單行本全2卷。
| 冊數 | 史克威爾艾尼克斯 | 史克威爾艾尼克斯       |
| 冊數 | 發售日           | ISBN                   |
| ---- | ---------------- | ---------------------- |
| 1    | 2007年2月24日    | ISBN 978-4-7575-1958-9 |
| 2    | 2007年10月25日   | ISBN 978-4-7575-2146-9 |

## 外部連結
- （日語）天保異聞 妖奇士 官方網站
- （日語）天保異聞 妖奇士 MBS官方網站 （页面存档备份，存于）
- （日語）天保異聞 妖奇士 TOKYO MX官方網站 （页面存档备份，存于）
- （日語）天保異聞 妖奇士 漫畫官方網站

| 日本 MBS、TBS系列 星期六 18:00-18:30 節目 | 日本 MBS、TBS系列 星期六 18:00-18:30 節目         | 日本 MBS、TBS系列 星期六 18:00-18:30 節目 |
| ----------------------------------------- | ------------------------------------------------- | ----------------------------------------- |
|                                           | 天保異聞 妖奇士 （2006年10月7日 - 2007年3月31日） |                                           |
| BLOOD+                                    | 奔向地球                                          |                                           |

| 台灣 Animax 星期一至星期五 10:00-11:00 節目 | 台灣 Animax 星期一至星期五 10:00-11:00 節目       | 台灣 Animax 星期一至星期五 10:00-11:00 節目 |
| ------------------------------------------- | ------------------------------------------------- | ------------------------------------------- |
|                                             | 天保異聞 妖奇士 （2011年4月19日 - 2011年5月20日） |                                             |
| 魔導少年 重播                               | 神幻拍檔                                          |                                             |